# Ламберт, Патрисия
Патрисия Ламберт (Patricia M. Lambert) — американский физический антрополог, биоархеолог, специализируется на доисторических войнах.
Доктор философии (1994), заслуженный профессор Университета штата Юта, где трудится с 1996 года.
В Калифорнийском университете в Санта-Барбаре получила степени бакалавра физической антропологии (1980), магистра (1989) и доктора философии (1994) по антропологии. С 1996 года в штате Университета штата Юта, в 2004—2009 руководила там антропологической программой.
Феллоу Американской ассоциации содействия развитию науки (2012).
Публиковалась в Current Anthropology, Evolutionary Anthropology (journal), Latin American Antiquity, Journal of Archaeological Research, American Antiquity.
Редактор Bioarchaeological Studies of Life in the Age of Agriculture (2000).
Высказывалась: "Постоянное исключение социальных наук из диалога STEM (и финансирования) для меня необъяснимо. Многие из основных проблем, с которыми мы сталкиваемся сегодня, имеют существенное человеческое измерение — например, изменение климата, засорение океанов или нехватка воды. Вы не можете решить эти глобальные проблемы с помощью одних только «точных» наук, вы должны внести в уравнение эмпирически обоснованное понимание человеческого поведения — и, как и в случае с другими дисциплинами STEM, нам нужно набирать и обучать людей для выполнения этой научной работы".